# Koronowo
Koronowo (niem. Krone an der Brahe) – miasto w północnej Polsce, w województwie kujawsko-pomorskim, w powiecie bydgoskim, siedziba gminy miejsko-wiejskiej Koronowo.

## Położenie
W XVI w. Koronowo jako prywatne miasto duchowne było położone w województwie inowrocławskim.
W latach 1975–1998 miasto administracyjnie należało do woj. bydgoskiego.
Koronowo położone jest nad rzeką Brdą oraz nad jeziorami: Koronowskim (Zalewem Koronowskim), Lipkusz, Białym oraz Kanałem Lateralnym, przy drogach krajowych nr 25 i 56, w odległości 27 km na północny zachód od Bydgoszczy, 71 km od Torunia oraz 335 km od Warszawy.
Pod względem historyczno-etnograficznym miasto leży na Kujawach.
Według regionalizacji fizycznogeograficznej Polski Koronowo znajduje się na pograniczu dwóch mezoregionów: Doliny Gwdy i Pojezierza Południowokrajeńskiego, stanowiących część makroregionu Pojezierza Południowopomorskiego.

## Nazwa
Nazwa miasta pochodzi od łacińskiej nazwy klasztoru Corona Mariae oznaczającej po łacinie Korona Marii i związana jest z osobą Matki Boskiej. Pod zaborem pruskim miasto nosiło nazwę Polnisch Crone, którą notuje Słownik geograficzny Królestwa Polskiego wydany w latach 1880–1902. Spis geograficzno-topograficzny miejscowości leżących w Prusach z 1835 roku, którego autorem jest J.E. Muller notuje obecnie używaną, polską nazwę miejscowości Koronowo oraz niemiecką nazwę – Polnisch Crone. Natomiast słownik Alojzego Jougana podaje łacińską nazwę Felix Vallis.

## Historia

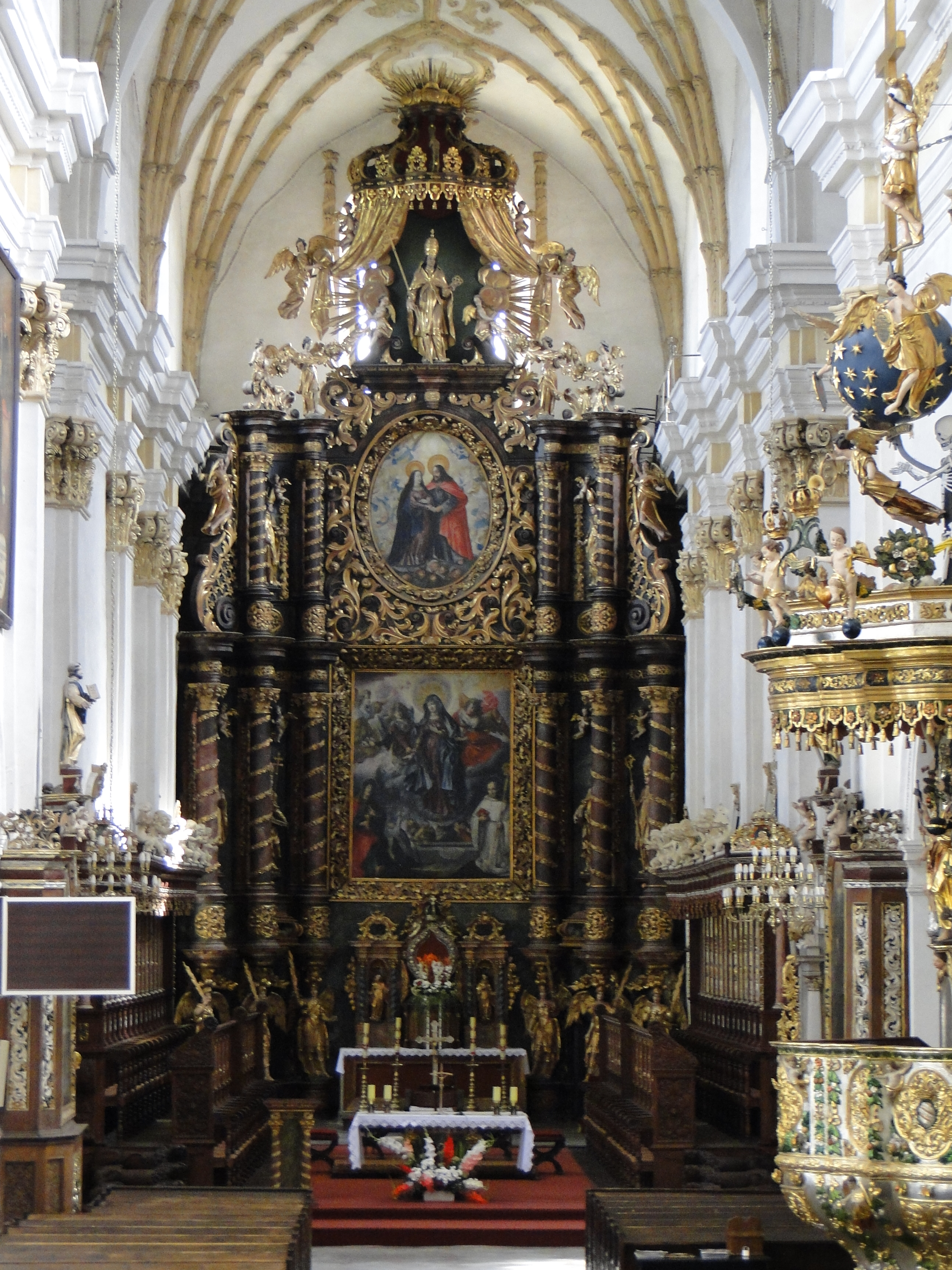
Ołtarz główny z obrazami Bartłomieja Strobla w bazylice kolegialnej Wniebowzięcia Najświętszej Maryi Panny

Historia Koronowa zaczyna się od przeniesienia z Byszewa konwentu cystersów i założenia w 1288 r. nowego klasztoru na terenach wsi Smeysche. Kolejne akty lokacji miasta z 1359 r., a następnie z 1368 r., wystawione przez króla Kazimierza Wielkiego, doprowadziły w 1370 r. do założenia miasta. Znaczące dla historii Polski było zwycięstwo w bitwie pod Koronowem wojsk polskich nad Krzyżakami, 10 października 1410 r., w rejonie wsi Wilcze – Łąsko Wielkie, upamiętnione 13-metrowej wysokości pomnikiem, wzniesionym u wylotu drogi z Koronowa w kierunku Koszalina. Podczas kolejnych wojen Królestwa Polskiego z zakonem krzyżackim Koronowo było kilkakrotnie niszczone.

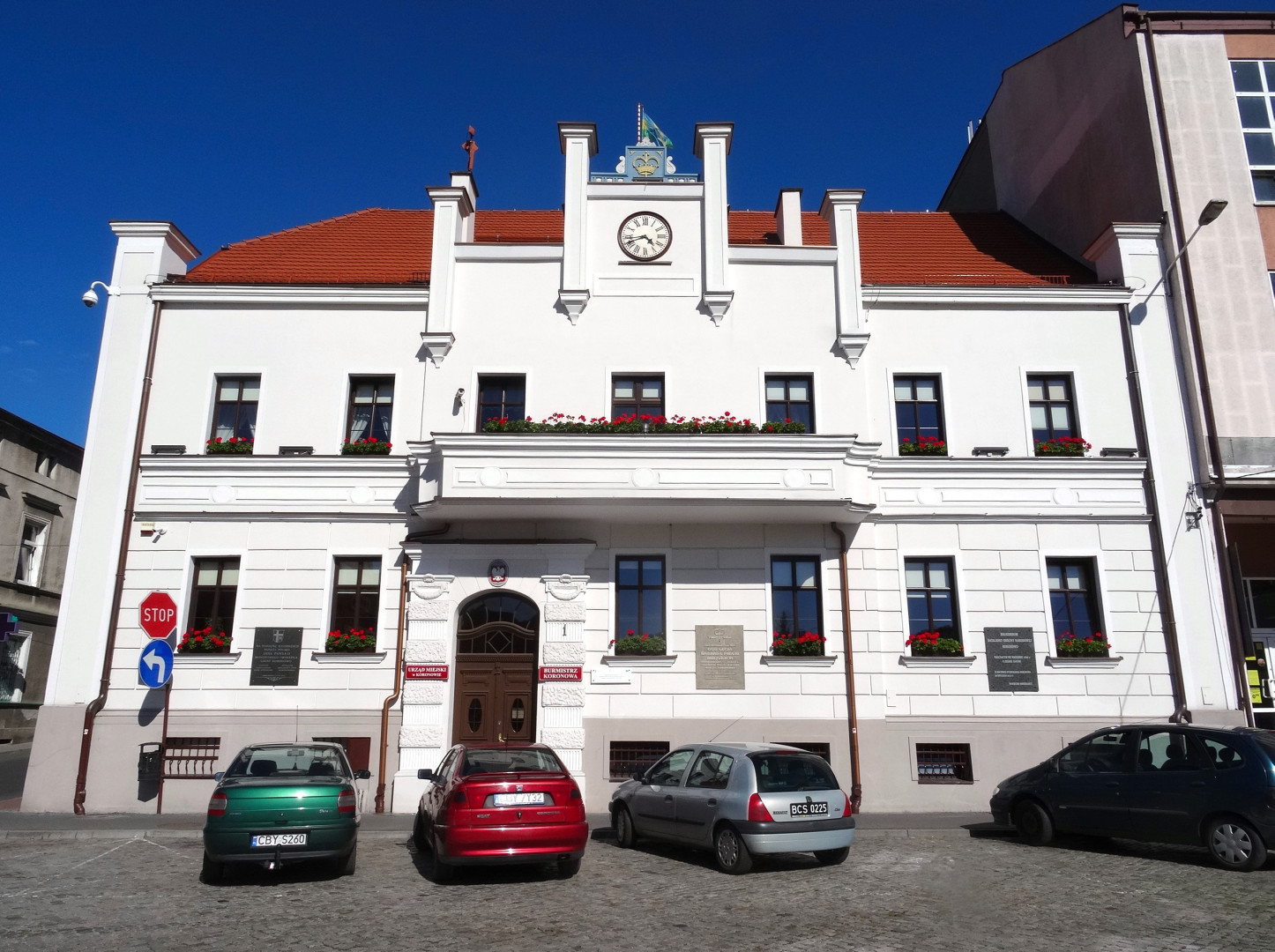
Ratusz, Urząd Miasta i Gminy

Rozwój miejscowości nastąpił z końcem XV w. w wyniku rozwoju handlu zbożem, drewnem oraz produkcją garncarską i browarnictwem, którym sprzyjała swoboda spławu na Brdzie. W 1563 r. opat Adam Mirkowski odnowił przywilej lokacyjny i ufundował kościół oraz szpital Świętego Ducha. Od następnego stulecia rozpoczął się powolny upadek znaczenia miejscowości. W wyniku I rozbioru Polski w 1772 r. Koronowo zostało zagarnięte przez Królestwo Prus i znalazło się w zaborze pruskim. W 1819 r. nastąpiła kasata zakonu, a w 1832 r. rozebrano kościół i szpital Świętego Ducha. W okresie zaborów w mieście działały polskie organizacje.

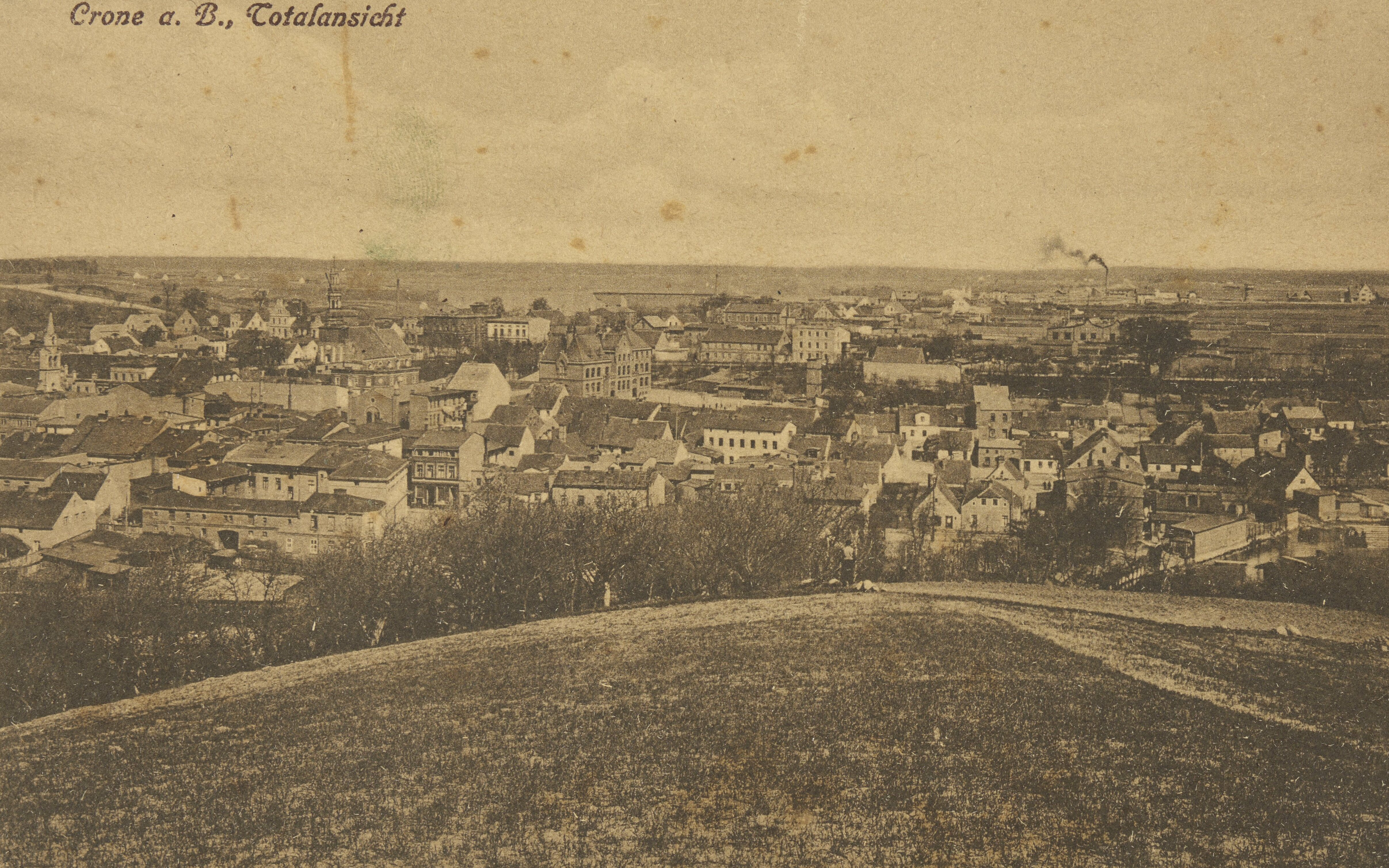
Widok ogólny, 1906–1918
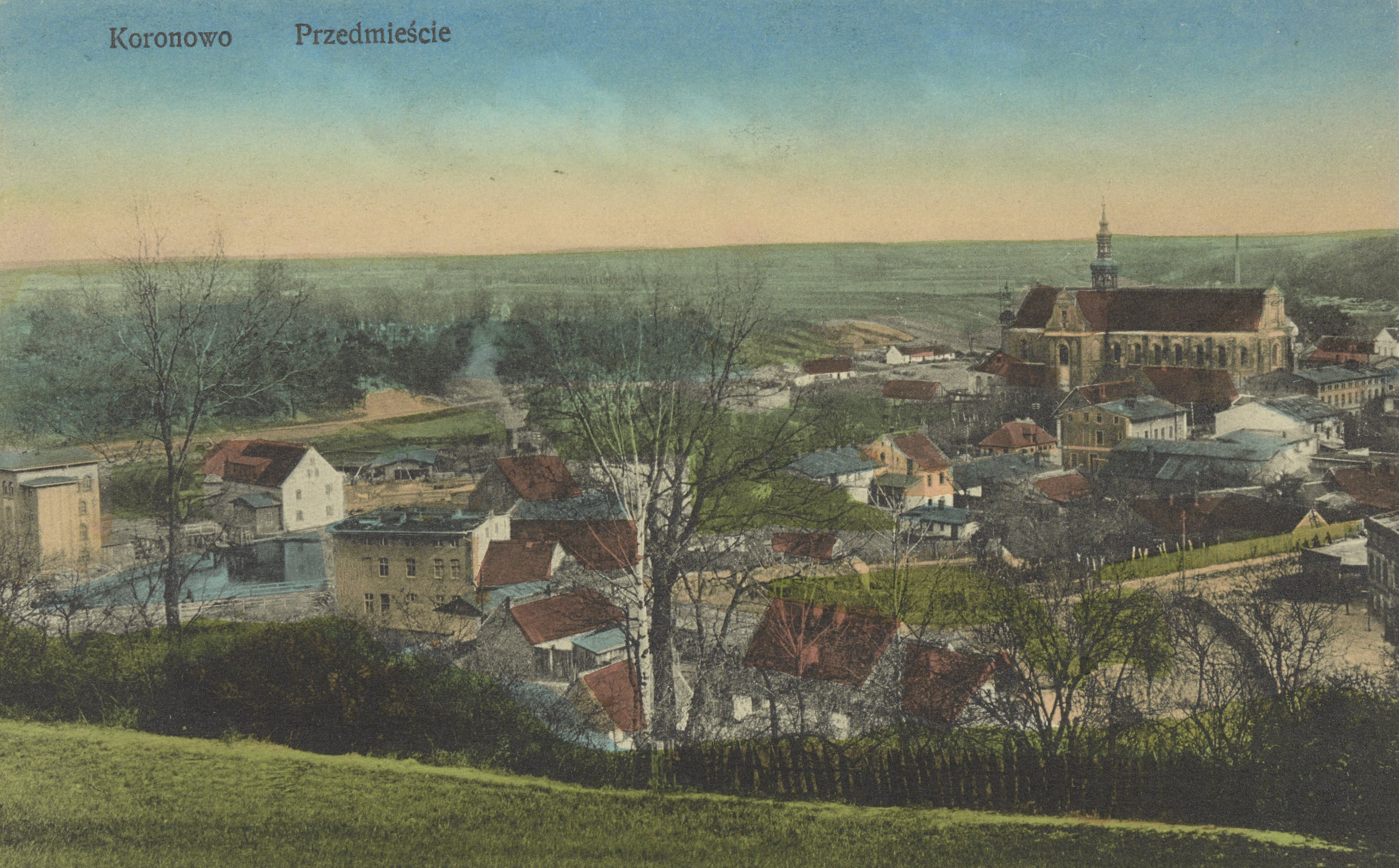
Koronowo - przedmieście, 1925
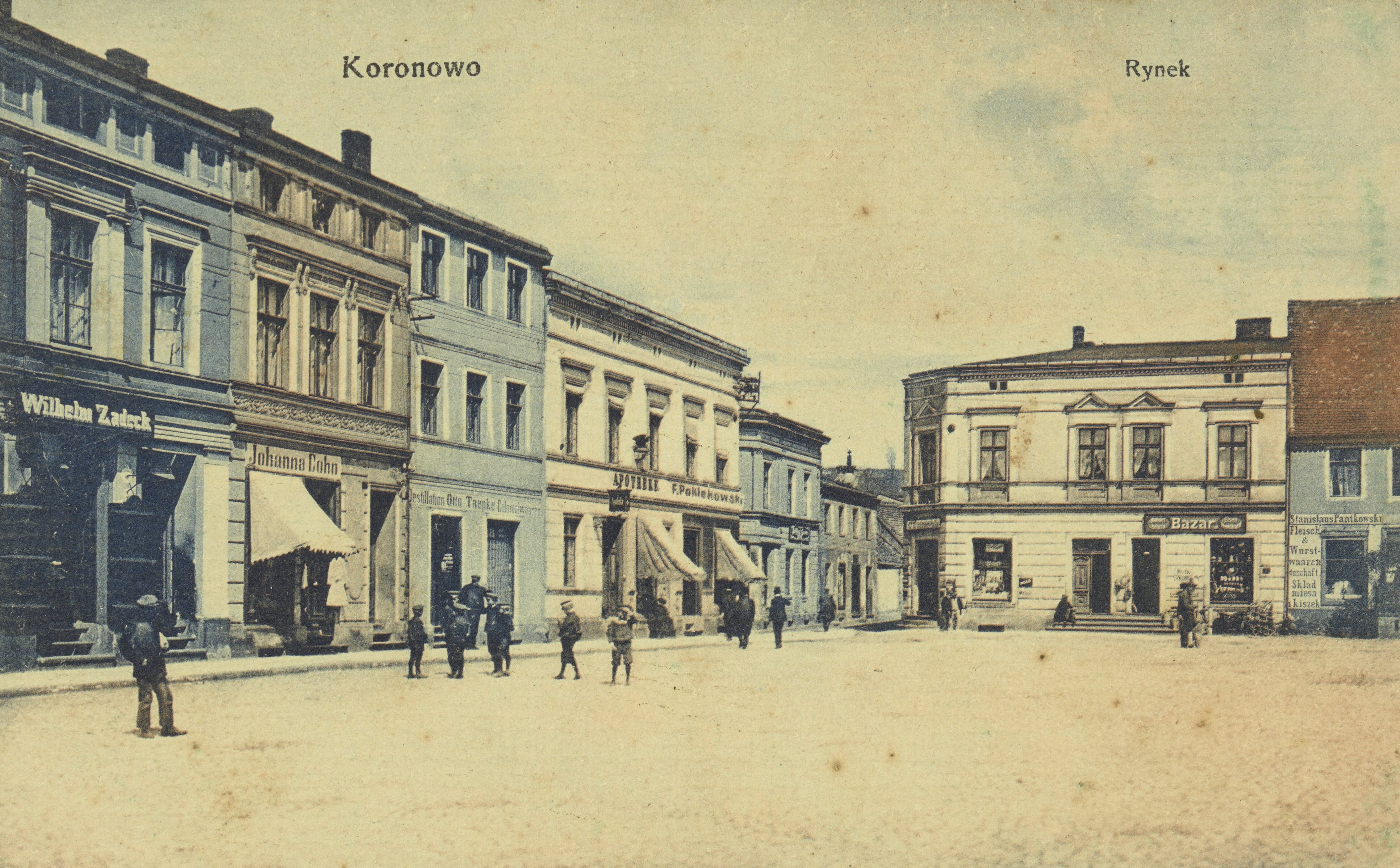
Rynek, przed 1928

### Okres II wojny światowej
We wrześniu 1939 roku na linii jezior Jezior Byszewskich na zachód od miasta toczyła się obrona prowadzona przez Wojsko Polskie przeciwko Wehrmachtowi. W okresie II wojny światowej Niemcy zamordowali ok. 100 mieszkańców Koronowa. Pamięć pomordowanych uczczono pomnikami: w Srebrnicy, Dębowej Górze, Tryszczynie, Wierzchucinie Królewskim, Buszkowie oraz Koronowie – pomnik na cmentarzu ofiar – Polaków. Od 1942 r. Niemcy nazwali miasto Krone an der Brahe (wcześniej używano nazw Polnisch Krone lub Crone an der Brahe).

### Infrastruktura kolejowa
W 1909 roku Koronowo uzyskało połączenie kolejowe z Tucholą. W latach 1895–1969 komunikację z Bydgoszczą zapewniała linia kolei wąskotorowej (obecnie pozostały nieliczne torowiska i mosty).

## Więzienie w Koronowie
W czasie II wojny światowej Niemcy zorganizowali w budynkach przedwojennego polskiego zakładu karnego w Koronowie ciężkie więzienie (Zuchthaus), które funkcjonowało od września 1939 roku do stycznia 1945 r. Przeszło przezeń około 1800 Polaków. Zakład karny w Koronowie był jednym z najcięższych więzień zorganizowanych przez Niemców na okupowanych terenach polskiej części Pomorza. Do końca wojny zamordowali tam 631 osadzonych, głodząc i doprowadzając do ciężkich chorób wynikających z wycieńczenia.
Po zakończeniu wojny komuniści przejęli zakład karny, w którym zorganizowali więzienie Urzędu Bezpieczeństwa Publicznego. W czasach stalinowskich zamordowano tam wielu ludzi uznanych za wrogów władzy ludowej.

## Demografia
31 grudnia 2022 r. miasto liczyło 10 774 mieszkańców. W 2010 r. posiadało 11 029 mieszkańców.
Piramida wieku mieszkańców Koronowa w 2014 r.:

## Zabytki

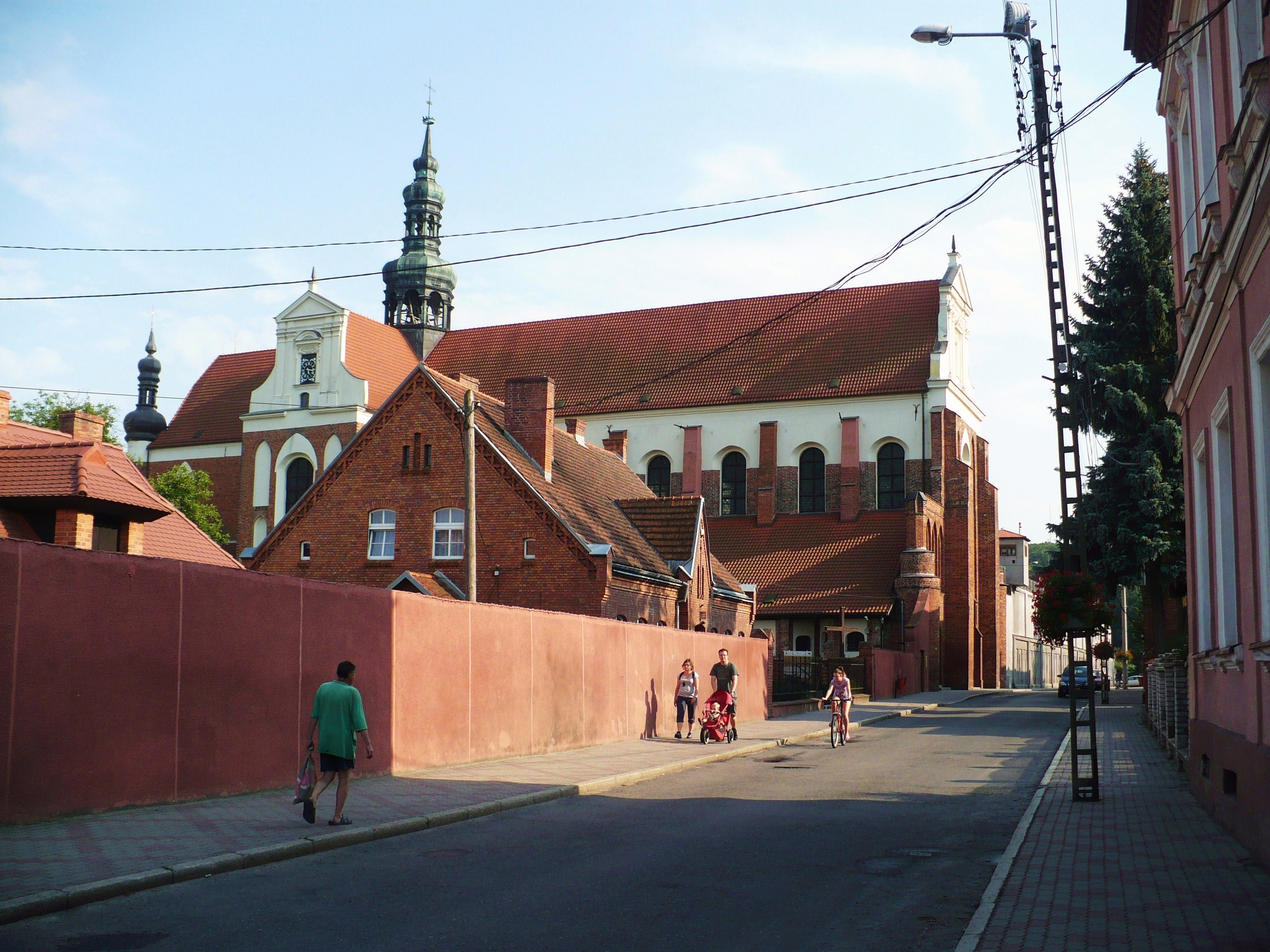
Pocysterski klasztor z kościołem pw. Wniebowzięcia NMP

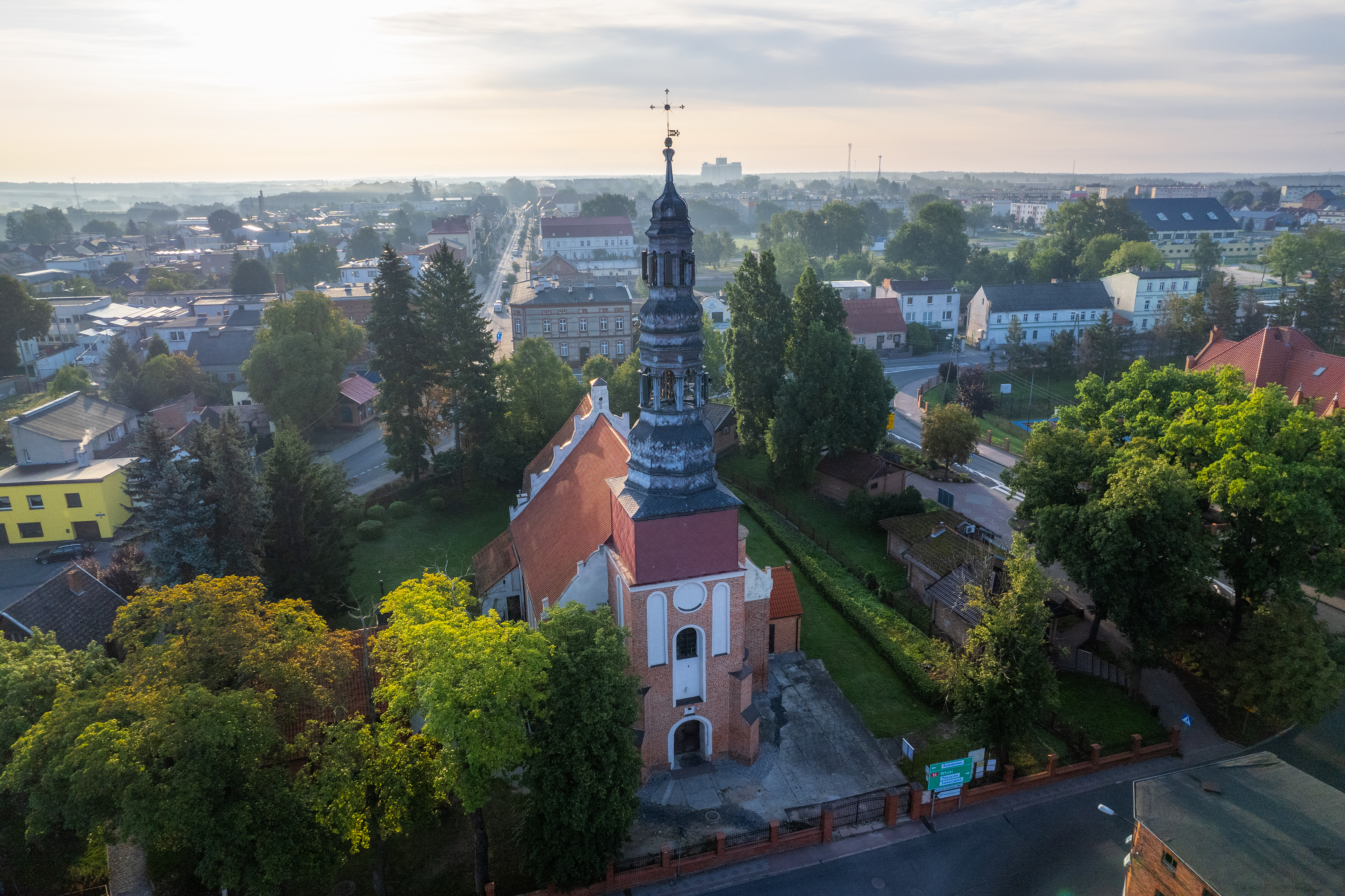
Kościół pw. św. Andrzeja

- Zespół pocysterski pochodzi z końca XIII w. lub z pierwszej połowy XIV w. i był wzniesiony lub zaprojektowany prawdopodobnie przez mistrza Theodoricusa. Wielokrotnie odbudowywany po zniszczeniach w wojnach z Krzyżakami i Szwecją. W 1819 r. po kasacie zakonu został przekształcony w istniejące do dziś więzienie. W skład zespołu wchodzi bazylika mniejsza pw. Wniebowzięcia Najświętszej Maryi Panny. Jest to okazała gotycka bazylika przebudowana częściowo w stylu barokowym z licznymi kaplicami bocznymi; prezbiterium i nawy boczne przykrywają gotyckie sklepienia, w pozostałych częściach sklepienia barokowe. Bazylika posiada bogate barokowe wyposażenie, w tym obrazy Bartłomieja Strobla; ponadto fragmenty polichromii gotyckich. Barokowy pałac i zabudowania klasztorne nie są dostępne ze względu na mieszczący się tam zakład karny[15].
- Kościół filialny pw. św. Andrzeja został zbudowany w latach 1382–1396 w stylu gotyckim, a następnie przebudowany w renesansie i baroku. Posiada barokowo-rokokowe wyposażenie[16].
- XIX-wieczna zabudowa usytuowana jest na rynku i w jego okolicach.
- „Diabelski Młyn” został wybudowany w XIX w. nad Brdą[17].
- Dawna synagoga została wzniesiona po sekularyzacji Koronowa w XIX w. i napływie niemieckiej ludności żydowskiej[18].

## Związki wyznaniowe

### Kościół katolicki
- Parafia Wniebowzięcia Najświętszej Maryi Panny w Koronowie, ul. Bydgoska 23

### Świadkowie Jehowy
- Sala Królestwa Świadków Jehowy, ul. Tucholska 20 A[19]

## Turystyka

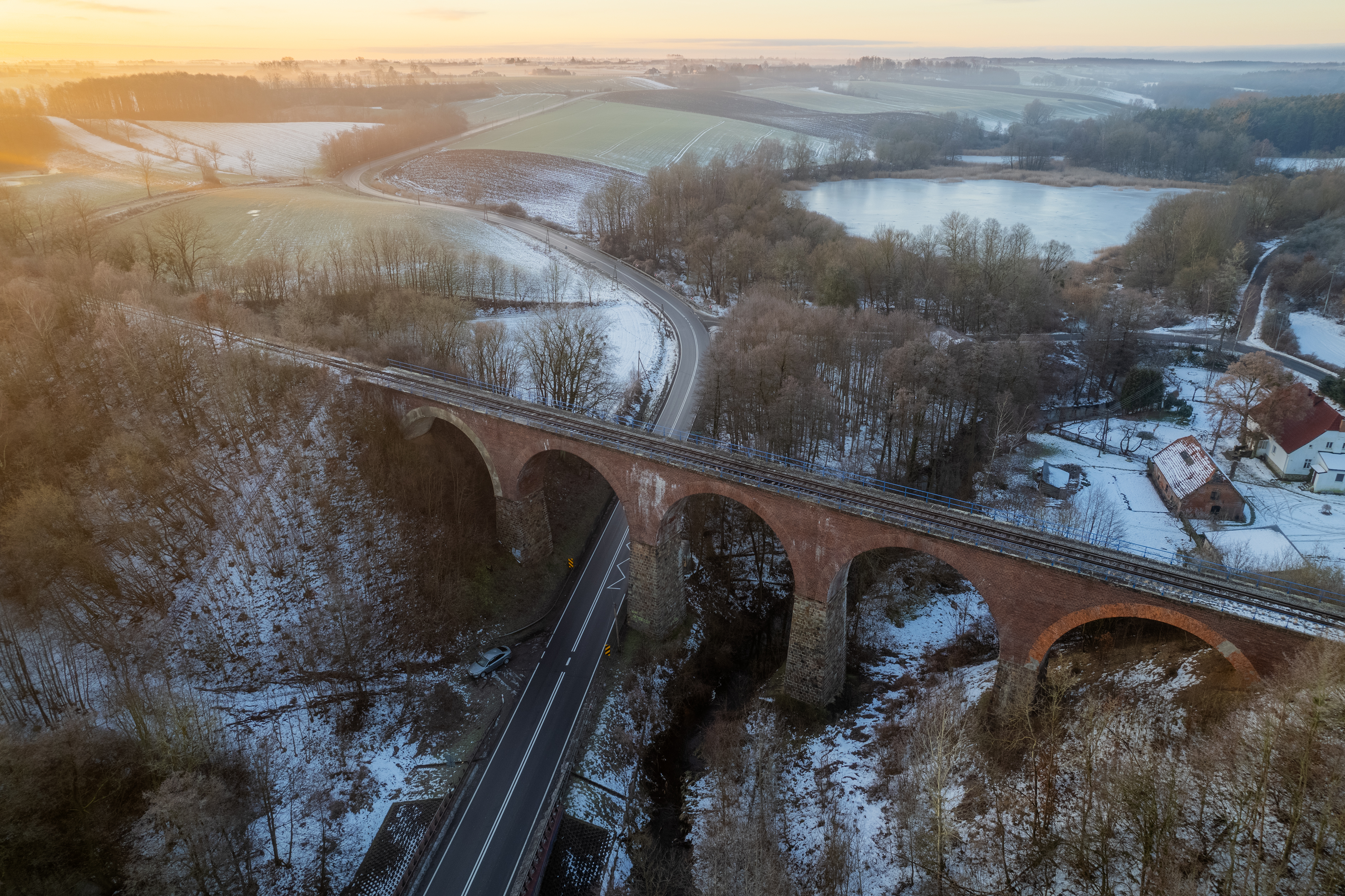
Ceglano-kamienny wiadukt na nieczynnej linii kolejowej w Buszkowie pod Koronowem

Miejscowość jest ośrodkiem wypoczynku weekendowego i letniego dla mieszkańców Bydgoszczy i okolic. W miejscowości znajdują się liczne ośrodki wypoczynkowe, plaża i przystanie. Przez Koronowo lub tuż przy jego granicach przebiega kilka pieszych i rowerowych szlaków turystycznych:
- Szlak żółty im. Leona Wyczółkowskiego: Bydgoszcz Osowa Góra – sanatorium w Smukale – Smukała – Janowo – Wtelno – Gościeradz – Samociążek – Wilcze Gardło – Nowy Jasiniec – Wymysłowo – Wielonek – Sokole-Kuźnica – Pruszcz (69 km)[20]
- Szlak zielony „Jezior Koronowskich”: Wudzyn – prom Sokole-Kuźnica – Krówka – Łąsko Wielkie – Buszkowo – Byszewo – Koronowo – Samociążek – Stronno (77 km)[20]
- Szlak niebieski „Brdy”: Bydgoszcz Brdyujście – Leśny Park Kultury i Wypoczynku – Smukała – Janowo – Samociążek – Koronowo – Romanowo – Sokole-Kuźnica – Zamrzenica – Świt – Tuchola (Rudzki Most) – Gołąbek – Woziwoda – Rytel – Swornegacie – Konarzyny (150 km)[20]
- Szlak czarny „Białego węgla”: Maksymilianowo – Samociążek – Koronowo (Tuszyny) – Koronowo (Pieczyska) – Koronowo (30 km)[20]
- Międzynarodowa Trasa Rowerowa R-1 – na odcinku podbydgoskim przebiega na trasie: Salno – Wtelno – Bydgoszcz Janowo – Bożenkowo – Samociążek – Koronowo – Serock – Świecie[20]
- Szlak Rowerowy BY 6001n: Bydgoszcz Leśna – Las Gdański – Piaski – Smukała – Janowo – Świekatowo – Bysławek – Tuchola – Woziwoda – Rytel – Mylof – Swornegacie – Chojnice (167 km)[20]
- otwarta 14 października 2014 roku ścieżka rowerowa z Bydgoszczy, poprowadzona w dużej mierze wzdłuż drogi krajowej nr 25 i po śladzie dawnej kolei wąskotorowej z Bydgoszczy, m.in. przez most wąskotorowy nad Brdą.

## Sport

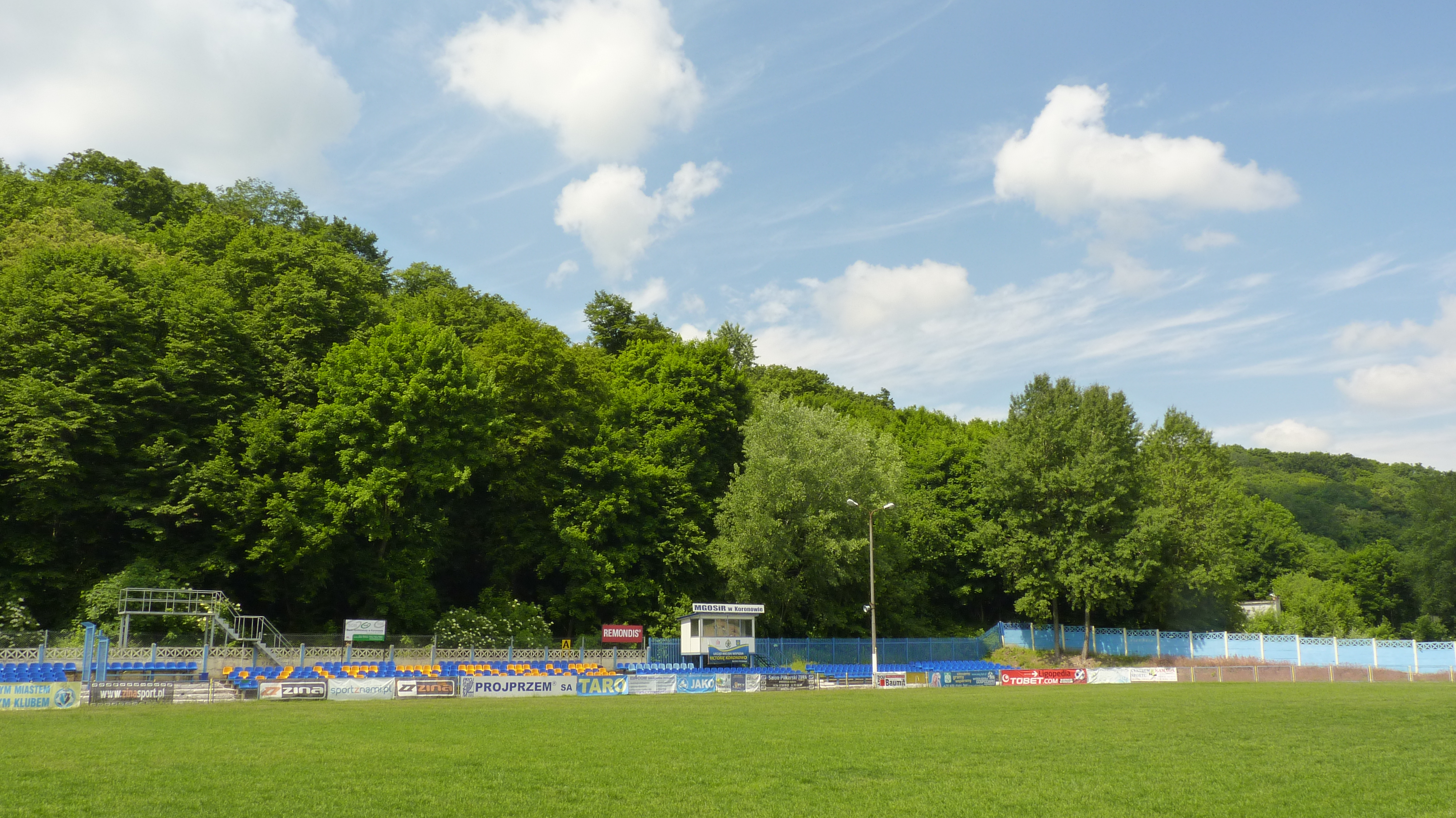
Stadion Miejski w Koronowie

- Victoria Koronowo – piłka nożna

## Współpraca międzynarodowa
Miasta partnerskie:
- Spinetoli[21]
- Senden[22]
- Czarny Bór[23]